# مالی یزوور
مالی یزوور (به بلغاری: Mali izvor) یک منطقهٔ مسکونی در بلغارستان است که در شهرستان ترول واقع شده‌است.